# Creighton (Nebraska)
Creighton – miasto w Stanach Zjednoczonych, w stanie Nebraska, w hrabstwie Knox.